# حسیب صباغ
حسیب صباغ (عربی: حسيب الصباغ؛ 1920 – ۱۲ ژانویهٔ ۲۰۱۰) کارآفرین و سرمایه‌دار اهل فلسطین بود.